# 10441 van Rijckevorsel
10441 van Rijckevorsel è un asteroide della fascia principale. Scoperto nel 1960, presenta un'orbita caratterizzata da un semiasse maggiore pari a 2,5741919 UA e da un'eccentricità di 0,1886723, inclinata di 13,60117° rispetto all'eclittica.